# Audre epulus
Audre epulus är en fjärilsart som beskrevs av Pieter Cramer 1775. Audre epulus ingår i släktet Audre och familjen Riodinidae. Inga underarter finns listade i Catalogue of Life.